# 김유로
김유로(1999년 10월 7일~)는 대한민국의 자전거 경기 선수이다.

## 경력
경기도 양평 출신으로 중학교 2학년 때 가평으로 건너가 가평중학교로 전학갔다. 가평중학교에서 본격적으로 자전거 경기 선수 생활을 시작했으며 가평고등학교로 진학했다.
가평고 재학 시절인 2017년에 대한민국 트랙 자전거 주니어 국가대표로 발탁되었고 같은 해 2월 인도 뉴델리에서 열린 아시아 주니어 선수권 대회에서 포인트레이스 금메달, 단체 추적 은메달, 스크래치 종목 동메달을 획득했다.
2019년 4월 우즈베키스탄 가잘켄트에서 열린 아시아 선수권 대회에서 개인 도로 6위에 올랐다.
2024년 6월 카자흐스탄 알마티에서 열린 아시아 선수권 대회에서 중국의 뤼셴징과 카자흐스탄의 예브게니 페도로프를 누르고 우승을 차지했다.